# Arturo Chávez
Arturo Chávez war ein mexikanischer Fußballspieler, der im Angriff agierte.

## Laufbahn
Chávez spielte in den letzten Jahren der offiziell noch auf Amateurstatus betriebenen Liga Mayor von mindestens 1940 bis mindestens zur Einführung des Profifußballs 1943 für den Hauptstadtverein Club Marte und dürfte daher vermutlich auch zum Kader der Mannschaft der Marcianos gehört haben, die als letzter Meister der Amateurepoche (Saison 1942/43) in die Geschichte des mexikanischen Fußballs einging.
Von 1944 bis 1947 war Chávez für den neu gegründeten Verein Puebla FC im Einsatz, mit dem er gleich in dessen ersten Saison 1944/45 Vizemeister der mexikanischen Profiliga wurde und im Anschluss an die Saison auch den Pokalwettbewerb gewann.
In der Saison 1947/48 stand er vermutlich beim Real Club España unter Vertrag.
Die Richtigkeit der einzigen hierzu bekannten Quelle unterstellt, war Chávez in den (späten?) 1930er Jahren vermutlich für den CF Asturias, den anderen großen „spanischen“ Verein in den frühen Jahren des mexikanischen Fußballs, im Einsatz.

## Erfolge
- Mexikanischer Meister: 1942/43 (unsicher)
- Mexikanischer Vizemeister: 1944/45
- Mexikanischer Pokalsieger: 1944/45